# Zigeunerlager Köln-Bickendorf

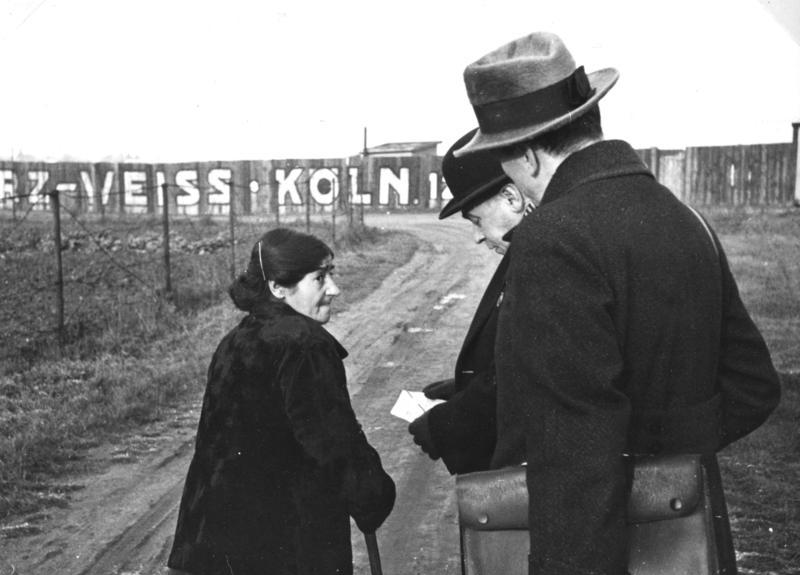
Kriminalbeamte bei der Ausweiskontrolle einer Frau während einer Razzia am Schwarz-Weiß-Platz (Dezember 1937)

Das so genannte Zigeunerlager Köln-Bickendorf, auch als Schwarz-Weiß-Platz bezeichnet, diente in der Zeit des Nationalsozialismus ab 1935 der Unterbringung von Sinti in deren eigenen Wohnwagen oder in Baracken. Es gilt als Vorbild vergleichbarer Einrichtungen im Deutschen Reich und spielte wie diese eine entscheidende Rolle beim Völkermord an dieser ethnischen Gruppe: Alle Bewohner des Lagers wurden unter „rassenhygienischen“ Gesichtspunkten erfasst, selektiert und später in Arbeits- und Konzentrationslager der deutschen Ostgebiete deportiert. Nach dem Ende des Zweiten Weltkrieges wurde der Platz zunächst weiter von Roma genutzt, bis er im Jahre 1958 endgültig geschlossen wurde.

## Vorläufer
Schon in der Weimarer Republik, aber auch in den frühen Jahren des Nationalsozialismus richteten kommunale Behörden Lagerplätze für Sinti und Roma ein. Diese waren, etwa durch hohe Platzmieten, schnell wechselnde Standorte oder mangelhafte Ausstattung, so angelegt, dass ihre Nutzer zum schnellen Weiterziehen veranlasst werden sollten. Ziel war die Vertreibung der Sinti und Roma aus der eigenen örtlichen Zuständigkeit. Ihre Benutzung war grundsätzlich freiwillig, denn den „Zigeunern“ war es zumindest gestattet, alternativ private Quartiere oder Wohnungen anzumieten. Im Jahre 1928 lebten auf privaten Stellplätzen in Köln über 400 Sinti und Roma.

## Schwarz-Weiß-Platz
Während der Weltwirtschaftskrise waren in Köln „zigeunerhafte Behelfsbauten“ in bis zu 90 wilden Siedlungen entstanden. Unter den Bewohnern waren auch viele fahrende Leute, wie Schausteller und „Zigeuner“. Derartige Lager waren den Nationalsozialisten aus sozial- und ordnungspolitischen, letztlich aber aus ideologischen Gründen ein Dorn im Auge: Ansammlungen sozialer, kultureller oder wirtschaftlicher Abweichungen von der nationalsozialistischen Norm sollten aus der „Volksgemeinschaft“ ausgesondert werden, d. h. aus der Innenstadt entfernt, saniert und am Stadtrand konzentriert werden.
In Köln wurde im Jahre 1934 ein Gelände an der Venloer Straße 888, am Bahndamm des Güterbahnhofs Bickendorf und dem Sportplatz des Vereins „Schwarz-Weiß“ ausgemacht, auf dem das Lager für die Kölner „Zigeuner“ erbaut wurde. Ziel dieser Bemühungen war nicht mehr die Vertreibung der Sinti und Roma, sondern die konzentrierte, systematische Unterbringung und Überwachung dieser Bevölkerungsgruppe fernab des Stadtzentrums.
Am 23. April 1935 wurde die unbefestigte Platzanlage fertiggestellt. Sie wurde vom Bahndamm und von einem Stacheldrahtzaun begrenzt und verfügte über eine absperrbare Zufahrt, die von einem auf dem Gelände mit seiner Familie wohnhaften SS-Lagerverwalter bewacht wurde.

### Belegung
Ab Mai 1935 wiesen Polizei und Wohlfahrtsamt die in Köln residierenden oder ankommenden Sinti und Roma systematisch auf den Bickendorfer Lagerplatz ein. Zunächst ließen sich zahlreiche Bewohner von Wohnwagen von den Qualitäten des neuen Schwarz-Weiß-Platzes überzeugen und räumten die privaten und wilden Lagerplätze der Stadt freiwillig. Bald aber kam es auch zu Zwangsräumungen, etwa im Falle von 40 Bewohnern eines privatrechtlich legal angemieteten Platzes an der Riehler Straße. Auch wer in einer festen Wohnung lebte, konnte eingewiesen werden, wenn Leistungen des Wohlfahrtsamtes bezogen wurden. Schließlich lebten im Jahr 1937 bis zu 500 Menschen in 65 Wohnwagen und zwei Baracken auf dem Schwarz-Weiß-Platz.

### Leben im Lager

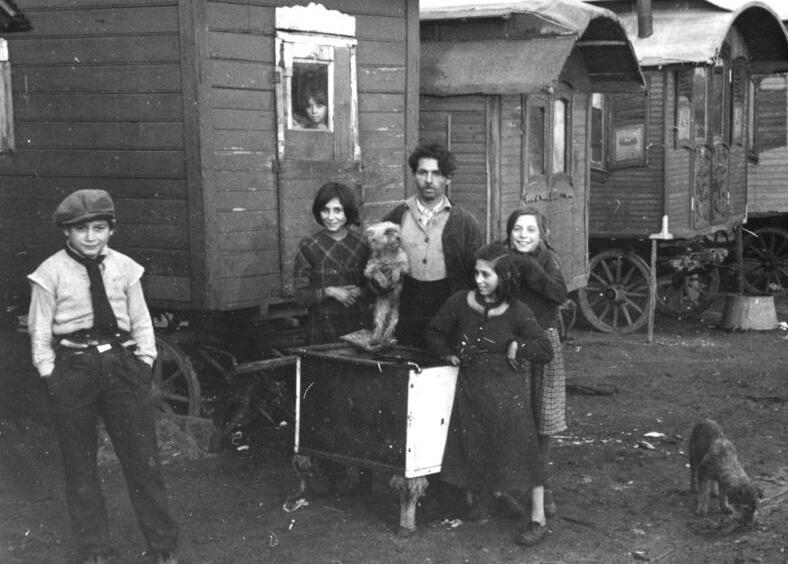
Wohnwagen und Bewohner auf dem Schwarz-Weiß-Platz. Foto der „Reichsstelle Ritter“ (Dezember 1937)

Die Bewohner des Zigeunerlagers waren mit Armut, beengten Wohnverhältnissen und permanenten Kontrollmaßnahmen der Lagerverwaltung und der Polizei konfrontiert. Der bewaffnete SS-Lagerverwalter bestimmte die Aufstellung der Wohnwagen und verwaltete eine Kartei aller Bewohner des Platzes. Bei ihm hatte sich an- und abzumelden, wer den Platz betreten und verlassen wollte. Ab 1937 wurde ein nächtliches Ausgehverbot verhängt, und das Lager durfte nur noch tagsüber zu Fuß verlassen werden. Wer nicht im Lager wohnte, durfte es auch als Besucher nicht betreten. Soweit sie als solche identifiziert waren, wohnten Sinti und Roma auch im Lager streng getrennt von „deutschen Volksgenossen“.
Es gab eine Wasserstelle mit mehreren Zapfhähnen. Die 9 Quadratmeter engen Wohnwagen waren mit durchschnittlich acht Personen überbelegt. Die Wagen befanden sich meist in marodem Zustand und boten im Winter keine ausreichende Wärmeisolation. Auf dem Platz gab es lediglich zehn Toiletten, deren Schlüssel ebenfalls vom Lagerverwalter verwahrt und nur einzeln bei Bedarf herausgegeben wurden.
Um Bewohner ohne ausreichendes Einkommen kümmerte sich das städtische Wohlfahrtsamt, das eine Mitarbeiterin für den Platz abstellte. Sie verteilte bei Bedarf Brennmaterial, Lebensmittelgutscheine, meist aber Naturalien an bedürftige Bewohner. Allerdings waren diese Leistungen meist abhängig von abgeleisteter Pflichtarbeit. Überhaupt wurde großer Wert auf die Erbringung von Arbeitsleistung durch die Lagerbewohner gelegt.
Die Kölner Kriminalpolizei unterhielt als erste Polizeibehörde des Deutschen Reiches ein eigenes „Kommissariat für Zigeuner“, das regelmäßig im Lager operierte. Neben der vollständigen karteimäßigen Erfassung aller in Köln lebenden Zigeuner gehörten die Durchsetzung des „Zigeunerpasses“ und die „vorbeugende Verbrechensbekämpfung“ bei den Lagerbewohnern zu dessen Aufgaben. Dies führte immer wieder zu Festnahmen von Menschen, die ihren Lebensunterhalt nicht belegen konnten, durch „Faulenzerei“ auffielen, keinen Willen zu geregelter Arbeit gezeigt hatten oder anderweitig straffällig geworden waren. Im günstigsten Fall wurden die Betroffenen einer Zwangsarbeit bei Kölner Behörden oder dem Militär zugeführt. Aber auch Deportationen von im Sinne der NS-Ideologie asozialen Bewohnern des Platzes in Konzentrationslager kamen vor. Bei der Aktion „Arbeitsscheu Reich“ etwa wurde am 21. Juni 1938 das gesamte Lager umstellt, um alle arbeitsfähigen, aber nicht in einem Arbeitsverhältnis stehenden Bewohner zu verhaften: Bis zu 30 Bewohner des Schwarz-Weiß-Platzes wurden zunächst ins Gefängnis gebracht und später ins KZ Sachsenhausen deportiert. Bis zum Jahr 1940 blieb es bei sporadischen oder anlassbezogenen Zugriffen und Deportationen.

## Selektion und Deportation

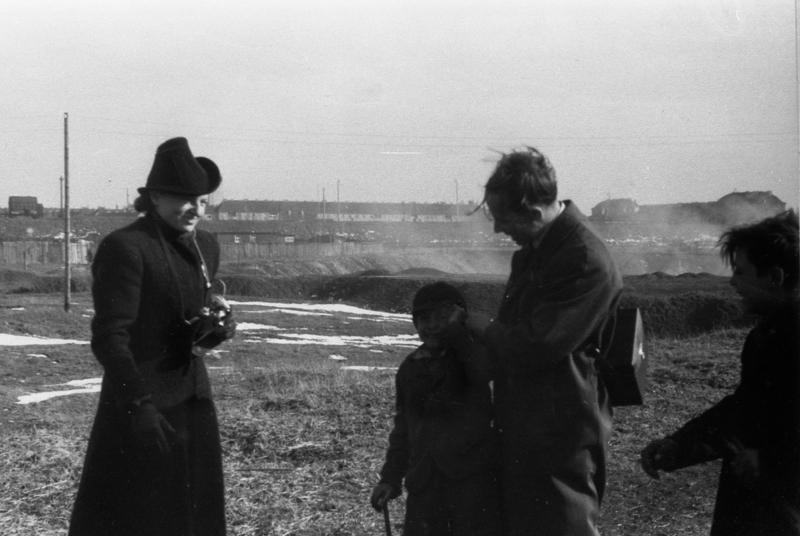
Robert Ritter und eine Mitarbeiterin mit einem Jungen im Lager der Sinti und Roma in Köln (1936)

Die Erfassung aller im Deutschen Reich lebenden „Zigeuner“ war die Aufgabe der „Rassenhygienischen und Bevölkerungsbiologischen Forschungsstelle im Reichsgesundheitsamt“ in Berlin unter der Leitung des Arztes und „Rassenforschers“ Robert Ritter. Wesentliches Ziel des Instituts war es, den Ursprung soziologischer Erscheinungen in den Gesetzen der Genetik zu erforschen und zu belegen. Dieser mutmaßliche Zusammenhang sollte später zu einem ideologischen Baustein für die physische Vernichtung unangepasster Menschen werden.
Im Jahre 1937 veranstaltete eine Arbeitsgruppe der Forschungsstelle eine vorgebliche Blutspendenaktion, für die sogar eine geringe Bezahlung der Lagerbewohner vorgesehen war, und verband damit eine erste rassenbiologische Erfassung. Die schloss neben der Erhebung umfangreicher genealogischer Informationen auch die Vermessung von Körperteilen, Bestimmung der Augenfarbe, die Abgabe von Finger- und Handabdrücken und die Abgabe von Haarproben ein. Ein zweiter Ortstermin der Forschungsstelle im Jahr 1938 war für alle Bewohner verpflichtend.
Nach Kriegsbeginn 1939 wurde das Verlassen des augenblicklichen Aufenthaltsortes allen „Zigeunern“ im Deutschen Reich untersagt – für Zuwiderhandlungen war die Deportation in ein KZ vorgesehen. Diese Maßnahme half den „Rasseforschern“ bei der lückenlosen Erfassung aller als „Zigeuner“ und „Zigeunermischlinge“ kategorisierten Personen, einschließlich derjenigen, die außerhalb des Schwarz-Weiß-Platzes etwa in angemieteten Wohnungen lebten. Während Anfang der 1940er Jahre im Lager auch die medizinische Versorgung auf ein Minimum reduziert wurde, erstellte das Reichssicherheitshauptamt (RSHA) mit Hilfe der Daten der Forschungsstelle Ritter die Deportationslisten für die erfassten Personen.
Am 16. Mai 1940 umstellte ein Kommando aus Polizeikräften, Wehrmachtsangehörigen und SS den Schwarz-Weiß-Platz. Sie verhafteten alle Sinti und Roma unter dem Vorwand, sie würden zum Schutz vor Bombenangriffen nach Polen evakuiert, wo sogar kleine Häuser für alle Familien in Aussicht gestellt wurden. Tatsächlich wurden die Lagerbewohner zu einem Sammellager in den Kölner Messehallen gefahren. Dort wurden sie weiteren Untersuchungen unterzogen, fotografiert, entlaust und gesäubert. Wertsachen mussten abgegeben werden, allen Personen wurde am Körper und im „Zigeunerausweis“ ihre Nummer der Deportationsliste aufgestempelt. In den nächsten Tagen stießen weitere Sinti und Roma aus dem Rheinland und aus Westfalen dazu, bis schließlich am 21. Mai 1940 rund 1000 Menschen vom Bahnhof Deutz in Viehwaggons eingepfercht nach Osten gefahren wurden. Dort fanden sie, nach langem Leidensweg durch Arbeitslager, Ghettos und Konzentrationslager, meist den Tod.
Das Lager auf dem Schwarz-Weiß-Platz wurde danach aufgelöst, wobei man die Wohnwagen verbrannte.

## Nachkriegszeit

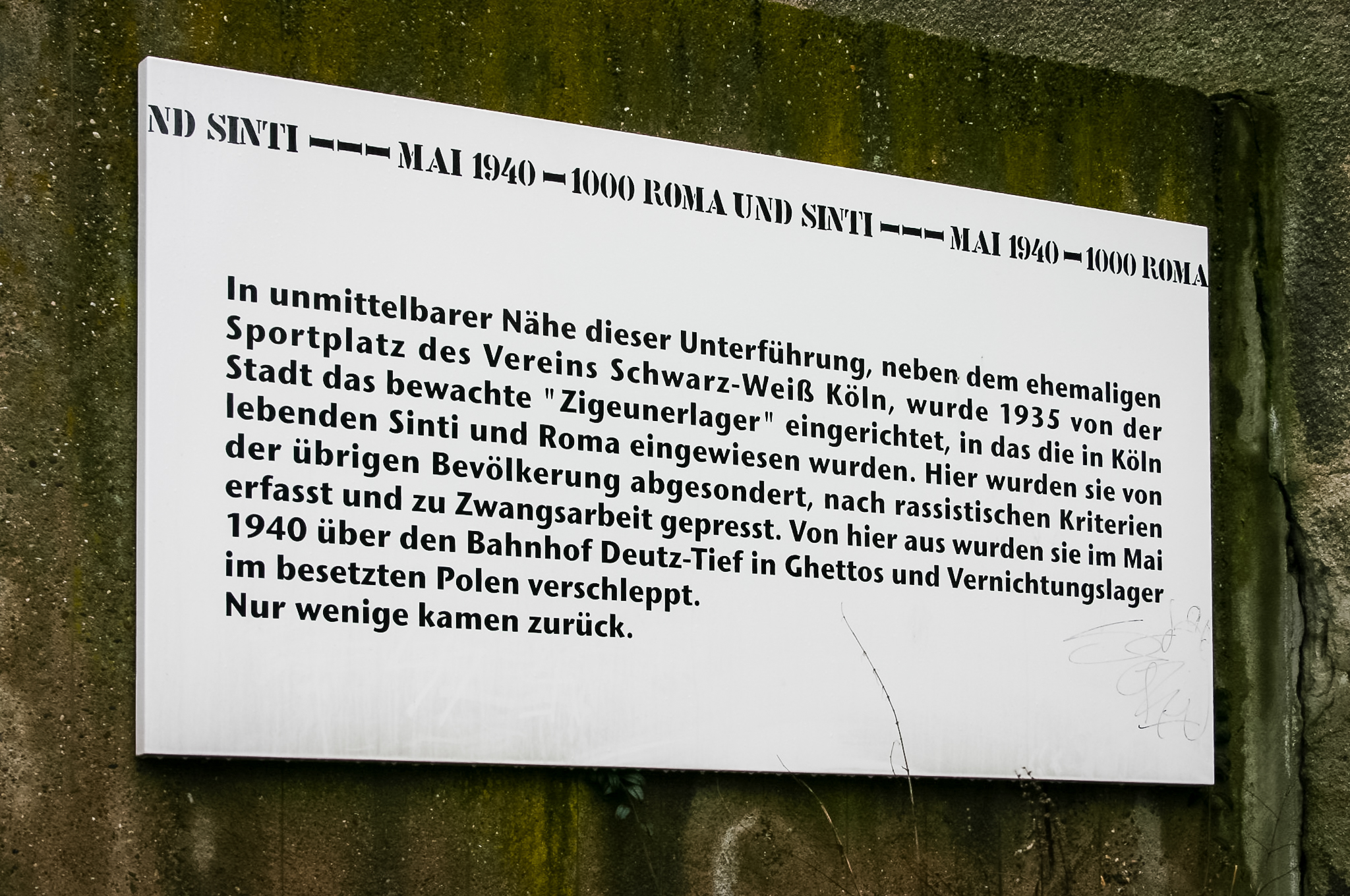
Gedenktafel an der Bahnunterführung Venloer Straße (2005)

Die genaue Zahl der Todesopfer aus dem Kölner Zigeunerlager ist nicht bekannt. Aus Zeitzeugenberichten lässt sich abschätzen, dass nur 100 der rund 500 Bewohner nach 1945 lebend nach Köln zurückkehrten. Einige Überlebende siedelten sich wieder am Schwarz-Weiß-Platz an, um auf vermisste Familienmitglieder zu warten. Noch immer unter widrigen Bedingungen, immerhin aber selbstbestimmt, schufen sie zusammen mit lokalen Obdachlosen eine „wilde Siedlung“. In den ersten Nachkriegsjahren gab es Versuche der Behörden, diesem Phänomen mit der Anwendung der NS-Terminologie und sogar der NS-Vorschriften zum Umgang mit „Zigeunern“ zu begegnen. Noch einmal, im Jahre 1952, wurden die Bewohner anderer Plätze in Köln behördlich aufgefordert, diese zu räumen und auf den Schwarz-Weiß-Platz zu ziehen. Diese Anweisung wurde allerdings nicht vollzogen.
Im Jahre 1958, die Auflösung des Platzes war schon 1952 beschlossen worden, lebten wieder 51 Sinti- und Romafamilien auf dem Platz, neben 131 Familien mit anderen ethnischen Hintergründen. Am 21. November dieses Jahres wurden sie mit ihren Wohnwagen auf einen Platz bei Köln-Roggendorf gebracht. Nach Räumung des gesamten Platzes wurde das Areal einem neuen Gewerbegebiet zugeschlagen und bebaut.
Im Jahre 1990, 50 Jahre nach der Verschleppung der Kölner Sinti und Roma, zog der Künstler Gunter Demnig mit Hilfe einer Schablone eine 16 Kilometer lange Farblinie vom ehemaligen Schwarz-Weiß-Platz zum Deutzer Bahnhof, von dem aus im Mai 1940 1000 als Zigeuner bezeichnete Menschen deportiert wurden. Die „Spur der Erinnerung“ wurde aus dem Schriftzug „Mai 1940 – 1000 Roma und Sinti“ gebildet. Die Linie ist heute nicht mehr erhalten. An markanten Punkten der Strecke wurden aber kurze Abschnitte aus Bronze mit der gleichen Aufschrift in den Boden eingelassen. An der Bahnunterführung nahe dem ehemaligen Schwarz-Weiß-Platz wurde in diesem Zuge eine Gedenktafel angebracht.